# Akademische Verlagsgesellschaft
Cette page a pour objet l'ancienne maison d'édition de Leipzig fondée en 1906, a ne pas confondre avec l'Akademische Verlagsanstalt (de) fondée en 1992 et affiliée à la Leipzig University Press, Leipziger Universitätsverlag (de).

- pour l'ADEVA de Graz (Autriche), voir Akademische Druck- und Verlagsanstalt (en), fondé en 1949.
- pour l'Akademische Verlagsgesellschaft Athenaion, voir Aula-Verlag (Wiebelsheim) (de), fondée en 1982 à Wiebelsheim.

À ne pas confondre également avec :
- l'Akademie Verlag (en), fondée en 1946 à Berlin par les Soviétiques
- et l'Akademischen Verlagsgesellschaft AKA GmbH, fondée en 1996.

L'Akademische Verlagsgesellschaft (AVG) de Leipzig était une importante maison d'édition scientifique fondée en 1906. Elle a eu pour successeur l'Akademische Verlagsgesellschaft Geest & Portig (Leipzig) en RDA après la Seconde Guerre mondiale et a été liquidée dès la disparition de l'Allemagne de l'Est. Les propriétaires juifs de la maison d'édition d'origine et certains collaborateurs importants, expropriés à l'époque du national-socialisme, ont émigré et ont fondé de nouvelles maisons d'édition scientifiques à l'étranger.
L'histoire de cette maison d'édition est extrêmement complexe.

## Histoire

### De la fondation à 1930
L'Akademische Verlagsgesellschaft a été fondée en 1906 par Leo Jolowicz (né le 12 août 1868 à Posen ; décédé le 7 juin 1940 à Leipzig), qui avait auparavant repris en 1898 la librairie de Gustav Fock (de), fondée en 1879, et en avait fait la plus grande et la plus connue des librairies d'occasion scientifiques d'Allemagne. Dix ans après sa création, la librairie principale et d'occasion de Fock avaient déjà des filiales à New York et San Francisco et plus tard à Tokyo. En 1916, la prestigieuse librairie Mayer & Müller à Berlin, qui avait également un programme d'édition scientifique et distribuait de nombreuses revues scientifiques américaines, vint s'y ajouter, ainsi que la librairie C. F. Winter'sche Verlagshandlung à Leipzig en 1923. 
L'Akademische Verlagsgesellschaft devint l'une des maisons d'édition scientifiques les plus connues, publiant des revues célèbres comme :
- Zeitschrift für Physikalische Chemie (reprise en 1920 par la maison d'édition Wilhelm Engelmann à Leipzig, fondée en 1887 par Wilhelm Ostwald et Jacobus Henricus van 't Hoff),
- Handbuch der Experimentalphysik (26 volumes avec environ 25 000 pages et 9 700 illustrations, 1926 à 1937, éd. Wilhelm Wien : en concurrence avec le Handbuch der Physik chez Springer-Verlag,
- le Handbuch der Radiologie (6 volumes, 1913-1934),
- la flore cryptogamique de Rabenhorst[note 1] (1099 page, 912 illustrations)[2],
- les classes et ordres du règne animal de Bronn[note 2],
- les résultats de la recherche sur les enzymes[note 3],
- les résultats de la recherche sur les vitamines et les hormones[note 4].

Parmi les auteurs, outre Wilhelm Ostwald, la sommité de la chimie physique de Leipzig, qui apporta un soutien essentiel à la maison d'édition (notamment le « Handbuch der allgemeinen Chemie » à partir de 1918), on comptait Svante Arrhenius (Theorien der Chemie, 1906), Pierre et Marie Curie, William Ramsay, Arnold Sommerfeld (dont les célèbres cours de physique théorique furent publiés par l'Akad. Verlag.) et Hendrik Antoon Lorentz. 
Ils ont également publié à partir de 1921 la célèbre série de rééditions de classiques scientifiques :
- Klassiker der exakten Wissenschaften d'Ostwald (de) (reprise en 1919 par la maison d'édition Wilhelm Engelmann à Leipzig),
- et les revues reprises par la maison d'édition Wilhelm Engelmann Zeitschrift für wissenschaftliche Zoologie (de) (fondée en 1849 et plus ancienne revue zoologique allemande, reprise en 1923) :
  - Zoologischer Anzeiger (fondée en 1878, reprise en 1924),
  - Jahrbuch für Morphologie und mikroskopische Anatomie (fondé en 1876, repris en 1924).

Ils ont également repris en 1926 :
- Gerlands Beiträge zur Geophysik (fondé en 1876, Buchhandlung Gustav Fock et avant 1918 Wilhelm Engelmann),
- Folia haematologica (fondé en 1904, Verlag W. Klinckhardt, reprise en 1927),
- la revue Der Zoologische Garten (fondée en 1859, maison d'édition Mahlau et Waldschmidt à Francfort-sur-le-Main et revue de la société zoologique de Francfort-sur-le-Main, reprise en 1929)
- et en 1930 Hochfrequenztechnik und Elektroakustik (Jahrbuch der drahtlosen Telegraphie und Telephonie, fondé en 1907, d'abord par Ambrosius Barth à Leipzig, puis par M. Krayn à Hambourg).

Les successeurs de la maison d'édition en Allemagne de l'Ouest et de l'Est ont poursuivi ce programme. Jolowicz publiait également des « Hebraica » et des « Judaica », mais principalement des sciences naturelles, de la médecine et des mathématiques. Outre Jolowicz, les associés étaient Gustav Rothschild (le fondé de pouvoir de la librairie Gustav Fock) et, jusqu'en 1914, Paul Werthauer à Berlin.
Au début des années 1930, la maison d'édition comptait 26 magazines. La maison d'édition réalisait alors 70 pour cent de son chiffre d'affaires à l'étranger, ce qui assurait sa stabilité financière malgré un chiffre d'affaires en baisse. En 1933, elles avaient un chiffre d'affaires d'un million de Reichsmark et un bénéfice de 337.000 Reichsmark.
Le gendre de Jolowicz, Kurt Jacoby (né en 1893 à Insterburg ; décédé en août 1968 à New York), qui était devenu directeur adjoint et autre associé de la maison d'édition en 1923 et avait auparavant travaillé chez Ferdinand Springer, a également participé à l'expansion.

### De 1930 et la Seconde Guerre mondiale
En 1930, son fils Walter Jolowicz (1908-1996, qui s'est appelé Walter J. Johnson après avoir émigré aux États-Unis) est entré dans l'entreprise. Lorsque les nationaux-socialistes prirent le pouvoir, la maison d'édition fut « aryanisée » (Jolowicz était juif) et Jolowicz fut progressivement évincé. 
En 1937, il quitta la maison d'édition, puis demanda en vain de quitter le pays en 1939 ; il mourut en 1940, peut-être par suicide. Le stock de livres de Gustav Fock GmbH brûla en 1943 lors d'un bombardement sur Leipzig. Son fils Walter et son gendre Kurt Jacoby furent envoyés dans un camp de concentration en 1938, mais purent encore quitter l'Allemagne et émigrèrent à New York via la Russie, le Japon et d'autres pays, où ils arrivèrent respectivement en 1941 et 1942 et fondèrent la maison d'édition Academic Press. D'autres anciens membres, en tant qu'émigrés, ont fondé Interscience à New York en 1940, et le Néerlandais M. D. Frank, qui avait fait ses études dans la maison d'édition dans les années 1930, a créé la maison d'édition North Holland (qui a ensuite fait partie d'Elsevier) sur le modèle de cette dernière.
Johannes Geest et Felix Portig succédèrent à Jolowicz en tant que directeurs de la maison d'édition. En 1940, leurs noms furent toutefois remplacés dans le registre du commerce (par Becker & Erler). Formellement, il s'agissait d'une société en commandite (« Kommanditgesellschaft » abréviation « KG »).

### L'après guerre
En 1947, Geest et Portig fondèrent à nouveau la Akademische Verlagsgesellschaft dans la zone d'occupation soviétique et obtinrent également une licence renouvelée de la RDA en 1951. Johannes Geest, mort en 1947, son héritière, Marianne Lotze, avait repris les parts ; après la mort de Portig en 1953 et la "fuite de la République" de Marianne Lotze, qui était commanditaire, la majorité des parts de la KG fut reprise par l'État. 
En 1959, ces parts furent transférées au VEB Gustav Fischer Verlag, et l'héritière restante, Gertrud Margarete Portig, fut totalement évincée jusqu'en 1972 (la maison d'édition devint la propriété du VEB Gustav Fischer). Les programmes d'édition de Fischer et de la Akademische Verlagsgesellschaft étaient toutefois très différents. C'est pourquoi, à partir de 1964, l'Akademische Verlagsgesellschaft fut pratiquement rattachée à la maison d'édition B. G. Teubner pour ce qui est de l'activité éditoriale. Ensemble, elles continuèrent à publier les classiques d'Ostwald et la série de biographies d'éminents scientifiques.
En outre, l'Akademische Verlagsgesellschaft Geest & Portig publiait également de nombreux manuels universitaires en RDA (comme le Grundriss der anorganischen Chemie d'un collectif d'auteurs, tiré à 100 000 exemplaires). Après la chute du mur, l'Akademische Verlagsgesellschaft Geest & Portig a été cédée à la Treuhandanstalt, qui a fermé la maison d'édition en 1991. Les archives de la maison d'édition encore disponibles se trouvent aux Archives d'État de Saxe, Staatsarchiv Leipzig, où elles constituent le fonds 21091 Akademische Verlagsgesellschaft Geest & Portig KG, Leipzig,.
En Allemagne de l'Ouest, il y eut également après la guerre (au moins depuis 1954) une Akademische Verlagsgesellschaft qui prit la relève à Francfort-sur-le-Main. Elle a existé jusqu'en 1983.